# Crevalcore

Crevalcore (Crevalcôr en dialecte bolonais) est une commune de la ville métropolitaine de Bologne dans la région Émilie-Romagne en Italie.

## Géographie
Placée à 20 mètres au-dessus du niveau de la mer, Crevalcore s’étend au milieu de la plaine du Pô dont la fertilité est due à son origine alluvionnaire (la valle Padusa), entre les fleuves Panaro, ses affluents et le Reno, et confins entre la province de Modène et la province de Ferrare.

La commune est sur la route nationale SS568 qui monte de Bologne (30 km) vers le Nord en passant par San Giovanni in Persiceto (9  km) et le long de la ligne de chemin de fer Bologne-Vérone-Le Brenner.

Grandes villes voisines :
- Bologne 30 km ;
- Modène 40 km ;
- Milan 175 km ;
- Florence 106 km ;
- Padoue 95 km.

## Histoire

### Toponyme
Pour le nom de Crevalcore, plusieurs explications furent émises, mais la plus ancienne remonte au XVIe siècle, celle de l’historien Carlo Sigonio : « Castrum alterum Crepacorium ad disrumpendum cor hostium munivere », où l’expression « castrum alterum » se réfère à la construction d’un second château (celui de Crevalcore) par la commune de Bologne en 1226 et 1231, après la destruction complète du précédent château par les troupes de l’empereur Frédéric II du Saint-Empire en 1219.

Une seconde explication étymologique semble plus fondée et se réfère à l’expression latine Crepa(tum)Corium, c’est-à-dire écorce crevassée et qui ferait référence à la zone en limite des marais qui, une fois l’eau retirée en période estivale, laisse apparaître un sol crevassé.

La première mention portant le nom de Crevalcore figure sur un document de 1130 publié par l’écrivain Girolamo Tiraboschi où il est question de casamentum unum juris Sancti Silvestri in castro Cravacuore.

### Bas Moyen Âge
Le castrum construit le long du fleuve Panaro faisait partie du système de défense byzantin, endommagé en 1219 au cours des guerres entreprises par Frédéric II, il fut reconstruit par Bologne en 1231, à 3 km plus au nord-ouest dans une position plus voisine du fleuve. Ce nouveau castrum (nommé "Crevalcore nuovo" sur une carte de 1231 du nouveau registre de la commune de Bologne).

En 1239, le château fut de nouveau investi par les troupes de Frédéric II et incendié. Après sa reconstruction et pour faciliter sa liaison avec Bologne et l’envoi de renfort, de 1245 à 1250, le Sénat de celle-ci fit construire la route directe de Borgo Panigale, San Giovanni in Persiceto à Crevalcore. Au XIIIe siècle, les fortifications et la garnison furent renforcées à cause des luttes avec la Maison d'Este, installée à Modène en 1289. Le XIVe siècle fut particulièrement riche en luttes entre les familles Geremei et Lambertazzi, ou soit à cause de l’occupation par les Visconti.

### Renaissance
Les Pepoli (famille) en cédant le domaine de Bologne aux Visconti, s’étaient réservés les châteaux de  Persiceto et Crevalcore, mais Giovanni da Oleggio, qui gouvernait au nom de l’archevêque Jean Visconti, emprisonna Jacopo Pepoli et s’empara des deux châteaux.

Décidé à récupérer Bologne, dont Oleggio s’était proclamé seigneur en 1359 après la mort de l’archevêque, Barnabé Visconti, et son armée, prit Crevalcore ; Bologne fut pendant ce temps cédé au pape et son légat, le cardinal Egidio Albornoz, s’était attribué celui de Persiceto.
La menace des Visconti se réactiva en 1385, après l’accès au pouvoir de dopo l'ascesa al potere di Jean Galéas Visconti : Crevalcore fut le théâtre d’importants faits d’armes en 1390, entre les armées du duc Alberico da Barbiano, commandant des troupes bolonaises.
 
En 1403, début une période de 8 années de paix sous la domination des Este. Mais, après le renvoi du légat pontifical en 1411, les luttes recommencèrent entre les familles Bentivoglio et Canetoli. La période qui suivit sous la domination des Bentiviglio, le territoire connut une nouvelle période de calme qui permit la revalorisation des terres marécageuses par des travaux hydrauliques d’assainissement.

### Temps modernes
Avec la création de la République cisalpine le pays fut inclus dans le département de la haute Padusa avec Cento comme chef-lieu. Le territoire connu un nouvel essor économique, social et culturel (écoles publiques, théâtre communal, mairie). Alors que de nombreuses familles émigrèrent vers les Amériques, s’ouvrirent sur le territoire des coopératives ouvrières, les mutuelles santé entre artisans et ouvriers, les syndicats et les luttes ouvrières.

### XXesiècle
Durant les années 60, les hommes de la commune ont été invités à participer à l'étude épidémiologique Seven Countries Study dont le but était de mieux connaitre les facteurs de risque associés aux maladies cardiovasculaires. Certains ont été suivis pendant plus de 50 ans après inclusion dans l'étude,,.

### Séisme de 2012
Crevalcore fut touché par les séismes de 2012 en Émilie-Romagne qui ont provoqué des effondrements dans le Castello dei Ronchi et dans d’autres édifices historiques.

## Économie
Crevalcore a une économie avant tout basée sur l’agriculture, avec la présence toutefois d’établissements industriels dans la zone Beni Comunali. À noter la patata di Bologna, produit régional.

## Monuments et lieux d’intérêt

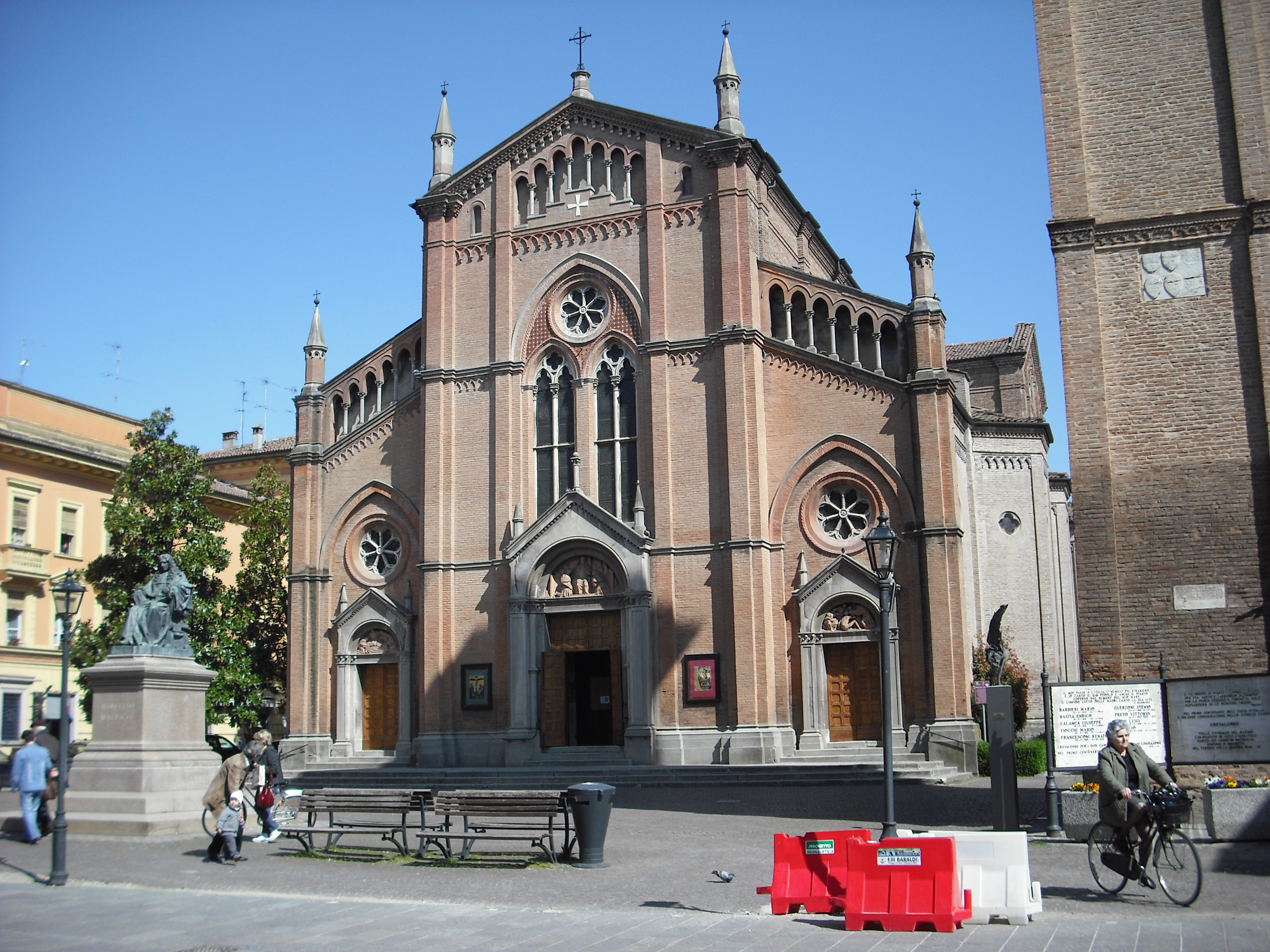
L’église de San Silvestro.

- le campanile gothique de la vieille église, de 1421-1424.
- le Palazzo comunal, 1867-68.
- la Porte Bologne de 1820-24 et la Porte Modène de 1696 et complétée en 1724-25.
- l’Oratoire de la Pietà de 1530 environ.
- l’église de la Santa Croce 1768-1972.
- le théâtre communal inauguré en 1881.
- la villa Caprara au hameau de Ronchi.

## Administration
| Période                                  | Période  | Identité        | Étiquette       | Qualité |
| ---------------------------------------- | -------- | --------------- | --------------- | ------- |
| 14 juin 2004                             | En cours | Valeria Rimondi | Centro-Sinistra |         |
| Les données manquantes sont à compléter. |          |                 |                 |         |

### Hameaux
Caselle, Bolognina, Sammartini, Palata Pepoli, Galeazza, Bevilacqua

### Communes limitrophes
Camposanto (7 km), Cento (11 km), Finale Emilia (17 km), Nonantola (11 km), Ravarino (4 km), San Giovanni in Persiceto (9 km), Sant'Agata Bolognese (6 km)

## Population

### Évolution de la population en janvier de chaque année
| 1861  | 1901   | 1921   | 1951   | 1961   | 1971   | 1981   | 1991   | 2001   |
| ----- | ------ | ------ | ------ | ------ | ------ | ------ | ------ | ------ |
| 9 944 | 11 408 | 12 883 | 14 346 | 13 191 | 12 025 | 11 783 | 11 511 | 11 894 |

| 2011   | - | - | - | - | - | - | - | - |
| ------ | - | - | - | - | - | - | - | - |
| 13 686 | - | - | - | - | - | - | - | - |

### Ethnies et minorités étrangères
Selon les données de l’Institut national de statistique (ISTAT) au 1er janvier 2011 la population étrangère résidente et déclarée était de 2 100 personnes, soit 15,3 % de la population résidente.
Les nationalités majoritairement représentatives étaient :
| Pos. | Pays     | Population |
| ---- | -------- | ---------- |
| 1    | Maroc    | 716        |
| 2    | Pakistan | 334        |
| 3    | Roumanie | 295        |
| 3    | Chine    | 144        |
| 5    | Tunisie  | 125        |
| 6    | Moldavie | 85         |
| 7    | Albanie  | 49         |
| 8    | Serbie   | 48         |
| 9    | Pologne  | 45         |
| 10   | Turquie  | 33         |

## Personnalités liées à Crevalcore
- Tommaso Bai (1636-1714), compositeur
- Melchiorre Bega (1898-1976), architecte
- Antonio Leonelli, peintre du XVe siècle
- Gianluca Luppi (1966), ex-footballeur et entraîneur
- Marcello Malpighi (1628-1694), scientifique
- Giacomo Antonio Perti (1661-1756), compositeur
- Luigi Simoni (1939), ex-footballeur et entraîneur
- Massimiliano Varricchio (1976), footballeur
- Jessica Rossi  (1992), tireuse sportive